# Andrés Tolcachir

Andrés Tolcachir (Buenos Aires, 26 de diciembre de 1970) es un director de orquesta argentino. 
Actualmente es director titular de la Orquesta Sinfónica de Neuquén desde el año 2006.

## Trayectoria
- Orquesta Filarmónica de Dresde[1]

- Orquesta de Cámara de Prusia,[2]

- Orquesta de Cámara de Viena en el Konzerthaus de esa ciudad,[3]

- Orquesta Sinfónica Simón Bolívar en el Teatro Teresa Carreño (Caracas, Venezuela)

- Orquesta Filarmónica de la Universidad de Indiana

- Orquesta Sinfónica Júpiter de la Brianza y Orquesta Festival Sofía (Italia)

- Orquesta Sinfónica Santa Cecilia de Culler (Valencia),[4]

- Orquesta Filarmónica Sainte Trinité (Puerto Príncipe, Haití)

En su país dirigió la Orquesta Sinfónica Nacional Argentina, la Orquesta Sinfónica de Salta, la Orquesta Sinfónica de Rosario, la Orquesta Sinfónica de la Universidad Nacional de Tucumán, la Orquesta Sinfónica de Bahía Blanca y la Orquesta Sinfónica de Mar del Plata.
Desde el año 2006 se desempeña como director de la Orquesta Sinfónica de Neuquén en la Patagonia Argentina.
Realizó el proyecto "Trilogía de Operas Mozart-Da Ponte", en el que presentó Las bodas de Fígaro, Così fan tutte y Don Giovanni. El estreno de Così fan tutte fue transmitido en directo por Radio Nacional Clásica desde el Teatro Mitre de Jujuy para todo Argentina. Completó el ciclo de las nueve sinfonías de Beethoven con la Orquesta Sinfónica del Neuquén, presentando la  Sinfonía n.º 9 en el Teatro Gran Rex de Buenos Aires para el Mozarteum Argentino. Obtuvo distinciones de la Asociación de Críticos Musicales de Argentina por sus presentaciones en Buenos Aires y por el mejor estreno argentino "Patagonia" de Esteban Benzecry.
Condujo en el Festival Mozart de Prenzlau (Alemania). También dirigió en reiteradas oportunidades para ciclos del Mozarteum Argentino en todas sus filiales del país y en el Festival Semana Musical LLao-Llao en Bariloche.
En 2003 fue semifinalista de la Lorin Maazel-Vilar Conducting Competition, elegido entre 350 participantes de todo el mundo. Fue jurado para la selección de músicos para la Orquesta de las Américas. 
Es Master en Dirección Orquestal de la Universidad de Indiana. 
Actualmente es profesor de dirección orquestal en la Escuela Superior de Música de Neuquén  y director de su orquesta Sinfónica Académica.

## Estudios
Estudió en la Accademia Musicale Chigiana de Siena (Italia). Graduado de la Universidad Católica Argentina como licenciado en música y del Conservatorio Nacional "López Buchardo".  
Recibió las becas Teresa Grüneisen (Mozarteum Argentino), Fundación Teatro Colón de Buenos Aires, In Memoriam Erich Kleiber, Indiana University, Accademia Musicale Chigiana y Freie Universität de Berlín.
En 2012, dictó el curso internacional de verano de dirección orquestal de la Academia Santa Cecilia de Cullera, en  Valencia.
Sus principales maestros fueron Imre Palló, Thomas Baldner, David Effron, Gianluigi Gelmetti, Guillermo Scarabino y Mario Benzecry.